# Chester Hardy Aldrich
Chester Hardy Aldrich, född 10 november 1862 i Ashtabula County, Ohio, död 10 mars 1924, var en amerikansk republikansk politiker. Han var Nebraskas guvernör 1911–1913.
Aldrich utexaminerades 1888 från Ohio State University och studerade sedan juridik i Nebraska. Han var jurist, ranchägare och rektor i en skola.
Aldrich efterträdde 1911 Ashton C. Shallenberger som Nebraskas guvernör och efterträddes 1913 av John H. Morehead. Aldrichs viceguvernör Melville R. Hopewell avled 1911 i ämbetet.
År 1918 tillträdde Aldrich som domare i Nebraskas högsta domstol. Han avled 1924 och gravsattes på Ulysses Cemetery i Ulysses.